# Richard-Hofmann-Stadion
Richard-Hofmann-Stadion – wielofunkcyjny stadion w Meerane, w Niemczech. Został otwarty 5 czerwca 1955 roku. Może pomieścić 8000 widzów. Swoje spotkania rozgrywają na nim piłkarze klubu Meeraner SV.
Budowa stadionu przy ówczesnej Leninallee (obecnie Stadionallee) rozpoczęła się w 1952 roku, a jego otwarcie miało miejsce 5 czerwca 1955 roku. Na inaugurację m.in. rozegrano zawody lekkoatletyczne i mecz piłki ręcznej kobiet, a głównym punktem programu był piłkarski mecz towarzyski gospodarzy (wówczas pod nazwą BSG Fortschritt Meerane) z Chemie Glauchau (0:2). Pierwszy piłkarski mecz ligowy rozegrano na stadionie 3 września 1955 roku. Nowy obiekt nazwano Stadion der Freundschaft. Do czasu otwarcia nowego stadionu piłkarze BSG Fortschritt Meerane rozgrywali swoje spotkania na Sportplatz Roter Hügel. W momencie otwarcia nowej areny BSG Fortschritt był świeżo po spadku z Oberligi (najwyższy poziom rozgrywkowy). W premierowym sezonie gry na nowym obiekcie (1955) zespół zajął pierwsze miejsce w drugoligowej tabeli, ponieważ jednak był to sezon przejściowy (przestawiano się na grę w systemie wiosna-jesień, w związku z czym rozegrano tylko jedną rundę), nie było wtedy spadków ani awansów i drużyna pozostała w II lidze, w której grała do 1960 roku, kiedy spadła do niższej klasy rozgrywkowej (klub z Meerane już nigdy później nie powrócił na drugi poziom ligowy). Początkowo piłkarze przebierali się w prowizorycznym baraku, w 1980 roku wybudowano nowe szatnie obok boiska do hokeja na trawie. 18 sierpnia 1991 roku stadion otrzymał imię pochodzącego z Meerane piłkarza, Richarda Hofmanna. Dawniej obiekt mógł pomieścić 20 000 widzów, obecnie jego pojemność wynosi 8000 widzów.